# Uvarus livens
Uvarus livens är en skalbaggsart som först beskrevs av Régimbart 1892.  Uvarus livens ingår i släktet Uvarus och familjen dykare. Inga underarter finns listade i Catalogue of Life.